# Błonkoskrzydłe Peru
Błonkoskrzydłe Peru, hymenopterofauna Peru – ogół taksonów owadów z rzędu błonkoskrzydłych (Hymenoptera), których występowanie stwierdzono na terenie Peru.

## Rośliniarki(Symphyta)

### Buczowate(Xiphydriidae)
W Peru stwierdzono m.in.:
- Derecyrta jakowlewi
- Derecyrta patagiata
- Derecyrta pictipennis
- Derecyrta striatifrons
- Eoxiphia paragaudis

### Obnażaczowate(Argidae)
W Peru stwierdzono m.in.:
- Scobina bolivari
- Scobina inculta
- Scobina notaticollis
- Sericoceros gibbus

### Pergidae
W Peru stwierdzono m.in.:
- Perreyia picea

### Pilarzowate(Tenthredinidae)
W Peru stwierdzono m.in.:
- Andeana farcta
- Bolivius notabilis
- Neoanapeptamena sp.
- Plaumanniana biclinea
- Proselandria alvina
- Stromboceridea albilabris
- Waldheimia erebus
- Waldheimia pellucida

## Trzonkówki:owadziarki(Apocrita: Terebrantia)

### Oścowate(Aphelinidae)
W Peru stwierdzono m.in.:
- Aphytis roseni[3]

### Bleskotkowate(Chalcididae)
W Peru stwierdzono m.in.:
- Brachymeria mochica[4]

### Ścieskowate(Eucharitidae)
W Peru stwierdzono:
- Orasema caeseriata
- Orasema delicatula
- Orasema erwini
- Orasema wayqecha
- Orasema xanthopus

### Osarkowate(Leucospidae)
W Peru stwierdzono m.in.:
- Leucospis egaia[6]
- Leucospis ignota[6]

### Wiechońkowate(Eulophidae)
W Peru stwierdzono m.in.:
- Paracrias laticeps[7]

### Suskowate(Encyrtidae)
W Peru stwierdzono m.in.:
- Metaphycus zdeneki[8]

### Figitidae
W Peru stwierdzono m.in.:
- Alloxysta castanea[9]

### Gąsienicznikowate(Ichneumonidae)
W Peru stwierdzono m.in.:
- Triclistus ashaninka
- Triclistus bicolor
- Triclistus castilloai
- Triclistus cholo
- Triclistus inti
- Triclistus matsiguenga
- Triclistus megantoni
- Triclistus muqui
- Triclistus warmi
- Triclistus yungas

## Trzonkówki:żądłówki(Apocrita: Aculeata)

### Lepiarkowate(Colletidae)
W Peru stwierdzono m.in.:
- Caupolicana egregia
- Chilicola aequatoriensis
- Chilicola bigibbosa
- Chilicola styliventris
- Colletes mimincus
- Hylaeus expansus

### Smuklikowate(Halictidae)
W Peru stwierdzono m.in.:
- Andinaugochlora joannisi
- Augochlora atricresis
- Augochlora cylix
- Augochlora jugalis
- Augochlora leptis
- Augochlora pachytes
- Augochlora patruelis
- Augochlora phoenicis
- Augochlora punctibasis
- Augochloropsis cyclis
- Augochloropsis holmbergi
- Augochloropsis varians
- Caenohalictus cuprellus
- Caenohalictus obnuptus
- Lasioglossum sp.
- Neocorynura cicur
- Neocorynura lasipion
- Neocorynura marginans
- Neocorynura nossax
- Neocorynura notoplex
- Neocorynura pseudobaccha
- Neocorynura riverai
- Neocorynura sequax
- Neocorynura stilborhin
- Neocorynura triacontas
- Pseudaugochlora crawfordi
- Pseudaugochlora praepotens
- Sphecodes sp.

### Spójnicowate(Apidae)
W Peru stwierdzono m.in.:
- Anthidium cuzcoense
- Anthidium nigerrimum
- Anthidium peruvianum
- Megachile eumelanotricha
- Megachile remigiata

### Pszczołowate(Apidae)
W Peru stwierdzono m.in.:
- Alloscirtetica oliveirae
- Alloscirtetica weyrauchi
- Anthophora andicola
- Anthophora arequipensis
- Anthophora paranenesis
- Anthophora pilifrons
- Anthophora versicolor
- Apis melifera – pszczoła miodna
- Bombus baeri
- Bombus butteli
- Bombus coccineus
- Bombus ecuadorius
- Bombus funebris
- Bombus handlirschi
- Bombus opifex
- Bombus robustus
- Bombus rubicundus
- Bombus volucelloides
- Chalepogenus rasmusseni
- Doeringiella hebes
- Eulaema polychroma
- Thygater dispar
- Thygater melanotrichia
- Xylocopa fimbriata
- Xylocopa frontalis
- Xylocopa lachnea
- Xylocopa viridigastra

### Karaczanowcowate(Ampulicidae)
W Peru stwierdzono:
- Ampulex sp.

### Otrętwiaczowate(Crabronidae)
W Peru stwierdzono:

- Alinia alinae
- Anacrabro benoistianus
- Anacrabro meridionalis
- Astata alpaca
- Astata australasiae
- Argogorytes areatus
- Argogorytes umbratilis
- Aulacophilus eumenoides
- Aulacophilus vespoides
- Bembecinus agilis
- Bembecinus bolivari
- Bembix citripes
- Bicyrtes chilicola
- Bicyrtes discisus
- Bicyrtes odontophorus
- Bicyrtes variegatus
- Bothynostethus sp.
- Cerceris binodis
- Cerceris carrascoi
- Cerceris duplicata
- Cerceris garleppi
- Cerceris intricata subsp. graphica
- Cerceris manca
- Cerceris tingi
- Chimila mocoana
- Clitemnestra championi
- Clitemnestra lissa
- Clitemnestra puyo
- Clitemnestra sanambrosiana
- Clitemnestra schlingeri
- Clitemnestra vardyorum
- Crossocerus callani
- Crossocerus pignatus
- Crossocerus porexus
- Echucoides cercericus
- Echucoides piratus
- Ectemnius
- Ectemnius aztecus subsp. peruvianus
- Ectemnius basiflavus
- Ectemnius carinatus
- Ectemnius domingensis
- Ectemnius schwarzi subsp. servitorius
- Enoplolindenius pugnans
- Enoplolindenius callangae
- Entomocrabro amahuaca
- Entomocrabro duckei
- Entomocrabro rurrenus
- Entomocrabro sacuya
- Entomocrabro sagax
- Foxia divergens
- Foxita bara subsp. patei
- Foxita beieri
- Foxita benitiana
- Foxita senci
- Hoplisoides feae
- Hoplisoides fuscus
- Hoplisoides helvolus
- Hoplisoides jordani
- Hoplisoides peruvicus
- Hoplisoides rasilis
- Hoplisoides vespoides
- Incastigmus caelukhus
- Incastigmus ceromus
- Incastigmus hexagonlis
- Incastigmus ictericornis
- Incastigmus inti
- Incastigmus iphis
- Incastigmus kunkopteryx
- Incastigmus mauracis
- Incastigmus mytior
- Incastigmus neotropicus
- Incastigmus pyrrhopyxis
- Incastigmus trichodocerus
- Larra altamazonica
- Larra bicolor
- Larra godmani
- Larra praedatrix
- Larra princeps
- Lestica sculpturata
- Liris inca
- Liris plebejus
- Liris politicus
- Liris rufipennis
- Liris peruanus
- Llaqhastigmus jatunkirus
- Llaqhastigmus llutanis
- Llaqhastigmus muthus
- Llaqhastigmus nigricollaris
- Llaqhastigmus sapanis
- Llaqhastigmus shachus
- Lyroda concinna
- Megistommum nigriceps
- Megistommum procerum
- Microbembex ciliata
- Microbembex equalis
- Microbembex ecuadorae
- Microbembex incaorum
- Microstigmus puncticeps
- Nitela menkei
- Oxybelus andinus
- Oxybelus aurifrons
- Oxybelus catamarcensis
- Oxybelus fritzi
- Oxybelus genisei
- Oxybelus marginatus
- Oxybelus paraguayensis
- Oxybelus peruensis
- Oxybelus peruvicus
- Oxybelus schlingeri
- Oxybelus slanskyae
- Oxybelus vardyi
- Pae amaripa
- Pae nasicornis
- Parataruma leclercqi
- Pison arachniraptor
- Pison aranevorax
- Pison cameronii
- Pison chrysops
- Pison conforme
- Pison convexifrons
- Pison cooperi
- Pison cressoni
- Pison delicatum
- Pison eremnon
- Pison eu
- Pison gnythos
- Pison larsoni
- Pison maculipenne
- Pison pilosum
- Pison spaerophallus
- Pison styphopteron
- Pison sylphe
- Pison wasbaueri
- Pison xanthosoma
- Pluto denticollis
- Pluto marthae
- Pluto occipitalis
- Pluto pygmaeus
- Pluto rufanalis
- Pluto townsendi
- Pluto trilobatus
- Podagritus aemulans
- Podagritus aricae subsp. aricae
- Podagritus aricae subsp. carrascoi
- Podagritus acollae
- Podagritus caelebs
- Podagritus cuzcosus
- Podagritus garcianus
- Podagritus martini
- Podagritus matucanae
- Podagritus pasconus
- Podagritus pecunius
- Podagritus picchusus
- Podagritus pius
- Podagritus rhopaloides
- Podagritus subandinus
- Psen metallicus
- Pseneo aureolus
- Pseneo auriger
- Pseneo auriventris
- Pseneo calicus
- Quexua cashibo
- Quexua inca
- Quexua manuta
- Quexua nericata
- Quexua pano
- Quexua ricata
- Quexua verticalis
- Quexua witoto
- Rhopalum cajanum
- Rhopalum caldaux
- Rhopalum caudinum
- Rhopalum cumbayae
- Rhopalum deroanni
- Rhopalum exultatum
- Rhopalum faustum
- Rhopalum grenadinum
- Rhopalum mycenum
- Rhopalum nicaraguaense
- Rhopalum palmarae
- Rhopalum potosium
- Rhopalum rorator
- Rhopalum rossi
- Rhopalum rumipambae
- Rhopalum rutrax
- Rhopalum terzoi
- Rhopalum tingonum
- Rhopalum wileyi
- Rhopalum zethus
- Rubrica denticornis
- Rubrica nasuta
- Sagenista brasiliensis
- Sagenista cayennensis
- Sagenista scutellaris
- Scapheutes brasilianus
- Scapheutes flavopictus
- Scapheutes laetus
- Sphecius spectabilis
- Spilomena catamarca
- Spilomena peruensis
- Spilomena rossi
- Spilomena schlingeri
- Spilomena spinosa
- Stenogorytes facilis
- Stenogorytes melanogaster
- Stictia andrei
- Stictia croceata
- Stictia decorata
- Stictia infracta
- Stictia maculata
- Stictia punctata
- Stictia signata subsp. signata
- Stictia signata subsp. aricana
- Stictia sombrana
- Stigmus nigricoxis
- Trachypus caenosus
- Trachypus cisminutus
- Trachypus elongatus
- Trachypus peruviensis
- Trachypus petiolatus
- Trachypus spegazzinii
- Tachysphex inconspicuus
- Tachysphex iridipennis
- Tachysphex peruanus
- Tachysphex ruficaudis
- Tachytes amazonus
- Tachytes andesae
- Tachytes aurovestitus
- Tachytes chrysopyga subsp. chrysopyga
- Tachytes concinnus
- Tachytes costalis
- Tachytes flagellarius
- Tachytes fraternus
- Tachytes hades
- Tachytes jucundus
- Tachytes leprieurii
- Tachytes menkei
- Tachytes micantipygus
- Tachytes pretiosus
- Tachytes pubescens
- Tachytes rhododactylus
- Tachytes richardsi
- Tachytes roraimae
- Tachytes schlingeri
- Tachytes simulans
- Tachytes vardyi
- Trichostictia brunneri
- Trichostictia vulpina
- Trypoxylon oculare
- Trypoxylon shannoni
- Trypoxylon staudingeri
- Trypoxylon albitarse
- Trypoxylon bogotense
- Trypoxylon buchwaldi
- Trypoxylon emdeni
- Trypoxylon nattereri
- Trypoxylon nitidum
- Trypoxylon schnusei
- Trypoxylon surinamense
- Zyzzyx chilensis

### Grzebaczowate(Sphecidae)
W Peru stwierdzono:

- Ammophila laeviceps
- Ammophila lampei
- Ammophila rufipes
- Chlorion mirandum
- Chalybion californicum
- Dynatus nigripes subsp. nigripes
- Eremnophila opulenta
- Isodontia dolosa
- Penepodium gorianum
- Penepodium haematogastrum
- Penepodium mocsaryi
- Penepodium princeps
- Penepodium romandinum
- Podium denticulatum
- Podium kohlii
- Podium plesiosaurus
- Prionyx chilensis
- Prionyx erythrogastra
- Prionyx herrerai
- Prionyx neoxenus
- Prionyx pseudostriatus
- Prionyx thomae
- Sceliphron asiaticum
- Sceliphron caementarium
- Sceliphron fistularium
- Sphex caliginosus
- Sphex dorsalis
- Sphex ichneumoneus
- Sphex latro
- Sphex peruanus
- Trigonopsis cooperi
- Trigonopsis menkei
- Trigonopsis neotropica
- Trigonopsis richardsi
- Trigonopsis rufiventris
- Trigonopsis schunkei
- Trigonopsis succinea
- Trigonopsis violascens
- Isodontia costipennis

### Bethylidae
W Peru stwierdzono:

- Anisepyris bifidus
- Anisepyris bogotensis
- Anisepyris franciscanus
- Anisepyris inca
- Anisepyris penai
- Anisepyris peruvianus
- Aspidepyris austrinus
- Bakeriella depressa
- Bakeriella inca
- Bakeriella montivaga
- Bakeriella polita
- Bakeriella quinquepartita
- Bakeriella reclusa
- Bakeriella rossi
- Bakeriella subcarinata
- Cephalonomia hyalinipennis
- Dissomphalus divaricatus
- Dissomphalus falciformis
- Dissomphalus filus
- Dissomphalus forceps
- Dissomphalus hemisphaericus
- Dissomphalus largimanus
- Dissomphalus longipilosus
- Dissomphalus mandibulatus
- Dissomphalus megomphalus
- Dissomphalus montanus
- Dissomphalus napo
- Dissomphalus plaumanni
- Dissomphalus punctatus
- Dissomphalus scavatus
- Dissomphalus signatus
- Dissomphalus sinatus
- Dissomphalus subtriangularis
- Dissomphalus tetracerutus
- Dissomphalus uber
- Epyris flavicrus
- Epyris isthmicus
- Epyris marcapata
- Epyris montivagus
- Epyris schlingeri
- Epyris subspinosus
- Goniozus peruvianus
- Holepyris micidus
- Parascleroderma pucallpa
- Parascleroderma bugabensis
- Parascleroderma cusco
- Parascleroderma inca
- Parascleroderma neotropica
- Parascleroderma nitida
- Parascleroderma peruana
- Parascleroderma truncaticeps
- Pseudisobrachium angulatum
- Pseudisobrachium crassicornis
- Pseudisobrachium distans
- Pseudisobrachium porteri
- Rhabdepyris callosus
- Rhabdepyris demissus
- Rhabdepyris minutulus
- Rhabdepyris muesebecki
- Rhabdepyris muscarius
- Rhabdepyris peruvianus
- Rhabdepyris septemlineatus
- Rhabdepyris virescens
- Sclerodermus macrogaster

### Złotolitkowate(Chrysididae)
W Peru stwierdzono:

- Adelphe leuropos
- Adelphe metallica?
- Amisega sp/spp.
- Caenochrysis amazonica
- Caenochrysis apposita
- Caenochrysis crotonis
- Caenochrysis extera
- Caenochrysis imminenta
- Caenochrysis limaca
- Caenochrysis mathani
- Caenochrysis mucronata
- Caenochrysis parvula
- Caenochrysis quadriramosa
- Caenochrysis silvestrii subsp. silvestrii
- Caenochrysis silvestrii subsp. garciai
- Caenochrysis taschenbergi
- Chrysis alta
- Chrysis atrypa
- Chrysis brachypyga
- Chrysis crista
- Chrysis grandis
- Chrysis laevimarginata
- Chrysis paraguayensis
- Chrysis peruvica
- Chrysis rohweriana
- Exochrysis spinigera
- Ipsiura affinissima
- Ipsiura covillei
- Ipsiura friesiana
- Ipsiura genbergi
- Ipsiura klugi
- Ipsiura leucocheiloides
- Ipsiura ulconota
- Neochrysis cameroni
- Neochrysis insuturalis
- Pleurochrysis imbecilla
- Pleurochrysis leucophris
- Pleurochrysis limaca
- Pleurochrysis peruana
- Hedychrum ecuadoricum
- Holophris albolimbatus
- Holophris minutissimus
- Holophris punctatifrons
- Holopyga luzulina
- Cleptidea mima
- Cleptidea krombeini

### Dryinidae
W Peru stwierdzono:

- Anteon albitarse
- Anteon amazonicum
- Anteon gracile
- Anteon huggerti
- Anteon minusculum
- Anteon panamense
- Anteon pilicorne
- Aphelopus diffusus
- Aphelopus leucopus
- Aphelopus surinamensis
- Aphelopus trinitatis
- Crovettia barbara
- Crovettia huggerti
- Crovettia plaumanniana
- Deinodryinus amoenus
- Deinodryinus bicolor
- Deinodryinus costaricanus
- Deinodryinus cuzcanus
- Deinodryinus elegans
- Deinodryinus finnamorei
- Deinodryinus fluviatilis
- Deinodryinus huggerti
- Deinodryinus inermis
- Deinodryinus insanus
- Deinodryinus maximus
- Deinodryinus nigrolobatus
- Deinodryinus noyesi
- Deinodryinus panamensis
- Deinodryinus perlucens
- Deinodryinus peruvianus
- Deinodryinus pseudobilobus
- Deinodryinus pseudoinermis
- Deinodryinus reali
- Deinodryinus schlingeri
- Deinodryinus vagans
- Dryinus argentinus
- Dryinus flavoniger
- Dryinus gibbosus
- Dryinus loretanus
- Dryinus pegnai
- Dryinus quechuanus
- Dryinus ruficauda
- Dryinus ruficeps
- Dryinus surinamensis
- Gonatopus breviforceps
- Gonatopus campbelli
- Gonatopus chilensis
- Gonatopus drifti
- Gonatopus huggerti
- Gonatopus krombeini
- Gonatopus larsensis
- Gonatopus malkini
- Gonatopus neotropicus
- Gonatopus nigrithorax
- Gonatopus peruvianus
- Gonatopus regalis
- Megadryinus pulawskii
- Neodryinus incaicus
- Neodryinus peruvianus
- Trichogonatopus raptor

### Embolemidae
W Peru stwierdzono:
- Embolemus subtilis

### Plumariidae
W Peru stwierdzono:
- Plumarius niger

### Sclerogibbidae
W Peru stwierdzono:
- Probethylus callani
- Probethylus schwarzi

### Scolebythidae
W Peru stwierdzono jeden niezidentyfikowany gatunek.

### Żronkowate(Mutillidae)
W Peru stwierdzono:

- Ephuta abadia
- Ephuta argentula
- Ephuta birigua
- Ephuta cronopia
- Ephuta egeria
- Ephuta elvina
- Ephuta emarginata
- Ephuta erichtho
- Ephuta flavidens
- Ephuta fugax
- Ephuta inca
- Ephuta indiscreta
- Ephuta peruviana
- Ephuta trifida
- Ephuta viata
- Ephuta morra
- Ephuta championi
- Ephuta singularis
- Ephuta solitaria
- Ephuta vindex
- Timulla brancoensis
- Timulla cordillera
- Timulla hedone
- Timulla manga
- Timulla sieberi
- Atillum blandulum
- Atillum optabile
- Atillum rubriceps
- Dasymutilla blattoserica
- Dasymutilla homochroma
- Dasymutilla peruviana
- Euspinolia krombeini
- Euspinolia rufula
- Hoplocrates admiranda
- Hoplocrates armata
- Hoplocrates buccata
- Hoplocrates centromaculata
- Hoplocrates compar
- Hoplocrates moneta
- Hoplocrates oblectanea
- Hoplocrates rufonotata subsp. rufonotata
- Hoplocrates spinigula
- Hoplocrates ucayalia
- Hoplomutilla approximata subsp. approximata
- Hoplomutilla approximata subsp. huallaga
- Hoplomutilla conspecta
- Hoplomutilla euryale subsp. contigua
- Hoplomutilla euryale subsp. euryale
- Hoplomutilla lanicia
- Hoplomutilla patricialis
- Hoplomutilla peruviana
- Hoplomutilla phorcys
- Hoplomutilla rapax
- Hoplomutilla rohweri
- Hoplomutilla sociata
- Hoplomutilla superba subsp. superba
- Hoplomutilla valeria
- Limaytilla sp/spp.
- Lomachaeta sp/spp.
- Lophomutilla bucki
- Lophomutilla denticulata
- Lophomutilla inca
- Lophomutilla mocajuba
- Lophomutilla ophomuti
- Lophomutilla staphyloma
- Lophostigma acanthophora
- Lophostigma alopha
- Lophostigma simoni
- Pappognatha limes
- Pappognatha obliqua
- Pappognatha peruana
- Pappognatha speciosa
- Pertyella sp/spp.
- Pseudomethoca credula
- Pseudomethoca piura
- Sphaeropthalma lenis
- Traumatomutilla angustata
- Traumatomutilla dubia subsp. albata
- Traumatomutilla fascinata
- Traumatomutilla graphica
- Traumatomutilla incerta
- Traumatomutilla indicoides
- Traumatomutilla simulatrix
- Traumatomutilla sodalicia
- Traumatomutilla vitelligera
- Vianatilla sp/spp.
- Xystromutilla hansoni
- Xystromutilla mansueta
- Xystromutilla marginipennis

### Nastecznikowate(Pompilidae)
W Peru stwierdzono:

- Ceropales abdominalis
- Ceropales cubensis subsp. cooperi
- Ceropales cubensis subsp. vardyi
- Ceropales luctuosa subsp. luctuosa
- Ceropales basirufus
- Irenangelus furtivus
- Irenangelus lucidus
- Irenangelus ichneumonoides
- Irenangelus reversus
- Epipompilus inca
- Epipompilus innubus
- Ageniella corymele
- Ageniella alcimeda
- Ageniella pretiosa
- Ageniella fallax
- Ageniella difformis
- Ageniella plagosa
- Auplopus caeruleosoma
- Auplopus eriodes
- Auplopus lasios
- Auplopus peruana
- Auplopus striatus
- Mystacagenia albiceps
- Mystacagenia bellula
- Phanochilus gloriosus
- Phanochilus nobilitatus
- Phanochilus ornatus
- Priocnemella delila
- Priocnemella fairchildi
- Priocnemella hexagona subsp. omissa
- Priocnemella rufothorax
- Adirostes ariphana
- Adirostes tolteca
- Adirostes wahisi
- Adirostes willinki
- Aimatocare longula
- Aimatocare vitrea
- Caliadurgus ornatus
- Entypus bituberculatus
- Entypus fossulatus
- Entypus mammillatus
- Entypus molestus
- Entypus nitidus
- Entypus peruvianus
- Minagenia peruana
- Pepsis auriguttata
- Pepsis purpureipes
- Pepsis sabina
- Pepsis chiliensis
- Pepsis deaurata
- Pepsis elevata
- Pepsis lycaon
- Pepsis terminata
- Pepsis elongata
- Pepsis grossa
- Pepsis marthae
- Pepsis pulawskii
- Pepsis tolteca
- Pepsis asteria
- Pepsis crassicornis
- Pepsis fumipennis
- Pepsis inclyta
- Pepsis luteicornis
- Pepsis sommeri
- Pepsis vitripennis
- Pepsis xanthocera
- Pepsis cyanescens
- Pepsis lampas
- Pepsis multichroma
- Pepsis menechma
- Pepsis montezuma
- Pepsis egregia
- Pepsis cooperi
- Pepsis heros
- Pepsis petitii
- Pepsis vinipennis
- Pepsis festiva
- Pepsis gracilis
- Pepsis hyalinipennis
- Pepsis infuscata
- Pepsis krombeini
- Pepsis purpurea
- Pepsis willinki
- Pepsis seladonica
- Pepsis apicata
- Pepsis aurozonata
- Pepsis plutus
- Pepsis pulszkyi
- Pepsis toppini
- Pepsis dayi
- Pepsis hirtiventris
- Pepsis ianthina
- Pepsis nana
- Pompilocalus carrascoi
- Pompilocalus edmondii
- Pompilocalus hirticeps
- Pompilocalus huaynacapac
- Pompilocalus mancocapac
- Pompilocalus maytocapac
- Pompilocalus pachacutec
- Pompilocalus tacaynamo
- Pompilocalus tupacyupanqui
- Priocnemis dichrous
- Priocnessus grandis
- Priocnessus prominens
- Priocnessus semirufus
- Aporus cuzco
- Aporus umbratilis
- Aporus canescens
- Euplaniceps ceres
- Euplaniceps varia
- Agenioideus minutus
- Anoplius varius
- Anoplius fulgidus
- Anoplius minor
- Anoplius arequipensis
- Anoplius atrimene
- Anoplius escomeli
- Anoplius inculcatrix
- Anoplius marginicollis
- Anoplius peruviana
- Anoplius amethystinus subsp. amethystinus
- Anoplius amethystinus subsp. exclusus
- Anoplius diffinis
- Aporinellus sp.
- Arachnospila dichromorphus
- Arachnospila titicacaensis
- Aridestus porteri
- Austrochares elsinore
- Balboana auripennis
- Balboana fraternus
- Episyron conterminus subsp. conterminus
- Evagetes peruana
- Paracyphononyx incalis
- Poecilopompilus apicalis
- Poecilopompilus decedens
- Poecilopompilus rubricatus
- Priochilus formosus
- Priochilus gloriosum subsp. multifasciatum
- Priochilus imperius
- Priochilus nobilis
- Priochilus peruanus
- Priochilus regius subsp. infumatus
- Priochilus regius subsp. regius
- Priochilus scrupulum
- Priochilus sericeifrons
- Priochilus splendidulum subsp. splendidulum
- Priochilus superbus
- Priochilus veraepascis
- Tachypompilus pallidus
- Tachypompilus xanthopterus
- Notocyphus brevicornis
- Notocyphus maculifrons
- Notocyphus pallidipennis
- Notocyphus signatus
- Notocyphus thetis
- Notocyphus tyrannicus
- Notocyphus vindex

### Rhopalosomatidae
W Peru stwierdzono:
- Liosphex varius
- Rhopalosoma guianense

### Smukwowate(Scoliidae)
W Peru stwierdzono:
- Campsomeris brethesi
- Campsomeris variegata
- Campsomeris peregrina
- Campsomeris regifica
- Campsomeris servillei
- Campsomeris chilensis
- Campsomeris dorsata
- Campsomeris whitelyi

### Podwijkowate(Tiphiidae)
W Peru stwierdzono:

- Anthosila inca
- Myzinum sp/spp.
- Aelurus clypeatus
- Chrysothynnus inca
- Elaphroptera boliviana
- Elaphroptera cuzcoensis
- Elaphroptera fuscata
- Elaphroptera strandi
- Pseudelaphroptera maura
- Scotaena sp/spp.
- Telephoromyia excisa
- Telephoromyia peruviana
- Epomidiopteron julii
- Megatiphia fuscata
- Tiphia academae
- Tiphia ancha
- Tiphia bassleri
- Tiphia cuzcoa
- Tiphia delta
- Tiphia fulvitarsis
- Tiphia gilvapennis
- Tiphia huallaga
- Tiphia iquitosa
- Tiphia lima
- Tiphia maria
- Tiphia monsona
- Tiphia pallisteri
- Tiphia penai
- Tiphia perubra
- Tiphia putumayoa
- Tiphia quincemila
- Tiphia scalariformis

### Osowate(Vespidae)
W Peru stwierdzono:

- Alphamenes campanulatus
- Alphamenes semiplanus
- Ancistroceroides cirrifer
- Ancistrocerus epicus
- Ancistrocerus pilosus
- Brachymenes dyscherus
- Brachymenes wagnerianus
- Cephalastor chasqui
- Cephalastor lambayeque
- Cephalastor tupasy
- Cyphomenes infernalis subsp. infernalis
- infernalis subsp. weyrauchi
- Eumenes filiformis
- Eumenes versicolor
- Gamma ventricosum subsp. peruvianum
- Gamma ventricosum subsp. ventricosum
- Hypalastoroides argentinus
- Hypalastoroides brasiliensis
- Hypancistrocerus sp/spp.
- Hypodynerus akros
- Hypodynerus andeus
- Hypodynerus arequipensis
- Hypodynerus chiliotus
- Hypodynerus dimidiaticornis
- Hypodynerus huancabambae
- Hypodynerus joergenseni
- Hypodynerus nigricornis
- Hypodynerus obscuripennis
- Hypodynerus rufinodis
- Hypodynerus tarabucensis
- Hypodynerus vestitus
- Incodynerus alticola
- Incodynerus ambiguus
- Incodynerus coccineipes
- Incodynerus melanotrichus
- Incodynerus romandinus
- Incodynerus tegularis
- Incodynerus urubambae
- Incodynerus vilcanotae
- Minixi brasilianum
- Monobia angulosa
- Monobia atrorubra
- Monobia caliginosa
- Monobia cyanipennis
- Monobia deplanata
- Monobia funebris
- Monobia incarum
- Montezumia analis
- Montezumia azurescens
- Montezumia coeruleorufa
- Montezumia dimidiata
- Montezumia grossa
- Montezumia liliacea
- Montezumia liliaciosa
- Montezumia morosa
- Montezumia pelagica subsp. pelagica
- Montezumia pelagica subsp. sepulchralis
- Montezumia petiolata
- Montezumia trinitata
- Montezumia vechti
- Omicron aequale
- Omicron belti
- Omicron conclamatum
- Omicron criticum subsp. criticum
- Omicron criticum subsp. richardsi
- Omicron foxi
- Omicron globicolle
- Omicron gondwanianum
- Omicron lustratum
- Omicron nanum subsp. incarum
- Omicron nymphale
- Omicron paranymphum
- Omicron reliquum
- Omicron rubellulum subsp. flavellulum
- Omicron ruficolle subsp. schunkei
- Omicron ypsilon
- Pachodynerus argentipilis
- Pachodynerus bicuspidatus
- Pachodynerus brevithorax
- Pachodynerus diabolicus
- Pachodynerus gaullei
- Pachodynerus gianellii
- Pachodynerus grandis
- Pachodynerus guadulpensis
- Pachodynerus laplatae
- Pachodynerus lima
- Pachodynerus nasidens
- Pachodynerus pannus
- Pachodynerus parachartergoides
- Pachodynerus peruensis
- Pachodynerus ucayali
- Pachymenes ghilianii subsp. olivaceus
- Pachymenes obscurus subsp. consuetus
- Pachymenes orellanae subsp. orellanae
- Pachymenes orellanae subsp. vardyi
- Pachymenes peruanus
- Pachyminixi bifasciatum
- Parancistrocerus sp/spp.
- Pararhaphidoglossa bicarinata
- Pararhaphidoglossa colorata
- Pararhaphidoglossa imitatrix
- Pararhaphidoglossa invenusta
- Parazumia carinulata
- Pirhosigma mearimense subsp. putumayense
- Pseudodynerus maxillaris
- Pseudodynerus subapicalis
- Santamenes novarae
- Santamenes peregrinus
- Sphaeromenes discrepatus
- Stenodynerus corallineipes
- Stenodynerus inca
- Stenodynerus mimeticus
- Stenonartonia apicipennis
- Stenonartonia polybioides
- Stenosigma humerale
- Stenosigma testaceum
- Symmorphus cristatus
- Zeta argillaceum
- Zethus biglumis subsp. biglumis
- Zethus binodis
- Zethus carinatus
- Zethus peruvicus
- Zethus pygmaeus
- Zethus schadei
- Zethus schlingeri
- Zethus toltecus subsp. toltecus
- Zethus adonis
- Zethus alticola
- Zethus attenuatus
- Zethus boharti
- Zethus caracis
- Zethus chimorum
- Zethus cylindricus
- Zethus fritzi
- Zethus fuscus
- Zethus garciai
- Zethus harlequinus
- Zethus huascari
- Zethus inca
- Zethus infundibuliformis
- Zethus neffi
- Zethus peruvianus
- Zethus roridus
- Zethus rossi
- Zethus scandens
- Zethus schulthessi
- Zethus shannoni
- Zethus sichelianus
- Zethus simulans
- Zethus smithii
- Zethus weyrauchi
- Zethus brasiliensis subsp. fuscatus
- Zethus carbonarius
- Zethus imperfectus
- Zethus magnus
- Zethus mexicanus subsp. lugubris
- Zethus mexicanus subsp. mexicanus
- Zethus romandinus
- Zethus westwoodi
- Paramasaris cupreus
- Trimeria cockerelli
- Agelaia angulata subsp. angulata
- Agelaia cajennensis
- Agelaia centralis
- Agelaia cornelliana subsp. cornelliana
- Agelaia cornelliana subsp. subterranea
- Agelaia flavipennis
- Agelaia fulvofasciata
- Agelaia hamiltoni
- Agelaia lobipleura subsp. lobipleura
- Agelaia lobipleura subsp. melanogaster
- Agelaia multipicta
- Agelaia myrmecophila
- Agelaia nigrescens
- Agelaia ornata
- Agelaia pallidiventris
- Agelaia pallipes subsp. festae
- Agelaia pallipes subsp. pallipes
- Agelaia panamaensis
- Agelaia testacea
- Angiopolybia pallens
- Angiopolybia paraensis
- Angiopolybia zischkai
- Apoica albimacula
- Apoica flavissima
- Apoica gelida
- Apoica pallens
- Apoica pallida
- Apoica strigata
- Apoica thoracica
- Apoica arborea
- Asteleoeca traili
- Asteleoeca ujhelyii
- Brachygastra augusti
- Brachygastra baccalaurea
- Brachygastra bilineolata
- Brachygastra buyssoni
- Brachygastra fistulosa
- Brachygastra lecheguana
- Brachygastra moebiana
- Brachygastra propodealis
- Brachygastra scutellaris
- Brachygastra smithii
- Chartergellus amazonicus
- Chartergellus nigerrimus
- Chartergellus punctatior
- Chartergellus zonatus
- Charterginus fulvus
- Charterginus weyrauchi
- Chartergus artifex
- Clypearia apicipennis
- Clypearia duckei
- Clypearia sulcata
- Clypearia weyrauchi
- Epipona media
- Epipona niger
- Epipona tatua
- Leipomeles dorsata
- Leipomeles pusilla
- Leipomeles spilogastra
- Metapolybia acincta
- Metapolybia aztecoides
- Metapolybia cingulata
- Metapolybia decorata
- Metapolybia docilis
- Metapolybia suffusa
- Metapolybia unilineata
- Parachartergus amazonensis
- Parachartergus colobopterus
- Parachartergus flavofasciatus
- Parachartergus fraternus
- Parachartergus fulgidipennis
- Parachartergus griseus
- Parachartergus smithii
- Parachartergus wagneri
- Parachartergus weyrauchi
- Polybia bifasciata
- Polybia quadricincta
- Polybia signata
- Polybia jurinei
- Polybia dimidiata
- Polybia rejecta
- Polybia furnaria
- Polybia richardsi
- Polybia aequatorialis subsp. aequatorialis
- Polybia belemensis subsp. belemensis
- Polybia bistriata
- Polybia catillifex
- Polybia diguetana
- Polybia dimorpha
- Polybia divisoria
- Polybia fastidiosuscula
- Polybia ficaria
- Polybia flavifrons subsp. barbatula
- Polybia flavifrons subsp. hecuba
- Polybia juruana
- Polybia occidentalis subsp. bohemani
- Polybia occidentalis subsp. occidentalis
- Polybia occidentalis subsp. venezuelana
- Polybia platycephala subsp. platycephala
- Polybia platycephala subsp. sylvestris
- Polybia scrobalis subsp. pronotalis
- Polybia scrobalis subsp. scrobalis
- Polybia brunnea
- Polybia emaciata
- Polybia singularis
- Polybia incerta
- Polybia procellosa subsp. dubitata
- Polybia procellosa subsp. procellosa
- Polybia liliacea
- Polybia striata
- Polybia depressa
- Polybia batesi
- Polybia eberhardae
- Polybia flavitincta
- Polybia gorytoides subsp. sculpturata
- Polybia ignobilis
- Polybia micans
- Polybia rufitarsis subsp. peruviana
- Polybia sericea
- Polybia tinctipennis subsp. tinctipennis
- Polybia velutina
- Protopolybia acutiscutis
- Protopolybia amarella
- Protopolybia bella
- Protopolybia biguttata
- Protopolybia bituberculata
- Protopolybia chanchamayensis
- Protopolybia chartergoides subsp. boshelli
- Protopolybia chartergoides subsp. chartergoides
- Protopolybia emortualis
- Protopolybia exigua subsp. binominata
- Protopolybia exigua subsp. exigua
- Protopolybia fuscatus
- Protopolybia iheringi
- Protopolybia minutissima
- Protopolybia nitida
- Protopolybia rubrithorax
- Protopolybia sedula
- Protopolybia weyrauchi
- Pseudopolybia compressa
- Pseudopolybia difficilis
- Pseudopolybia vespiceps
- Synoeca chalibea
- Synoeca septentrionalis
- Synoeca surinama
- Synoeca virginea
- Mischocyttarus carbonarius subsp. carbonarius
- Mischocyttarus flavicans subsp. flavicans
- Mischocyttarus woytkowskyi
- Mischocyttarus chanchamayoensis
- Mischocyttarus decimus
- Mischocyttarus dimorphus
- Mischocyttarus elegantulus
- Mischocyttarus filipendulus
- Mischocyttarus illusorius
- Mischocyttarus interruptus
- Mischocyttarus longicornis
- Mischocyttarus melanoleucus
- Mischocyttarus melanoxanthus
- Mischocyttarus minifoveatus
- Mischocyttarus mifificus
- Mischocyttarus montivagus
- Mischocyttarus nigropygialis
- Mischocyttarus ornatus
- Mischocyttarus peruanus
- Mischocyttarus peruviensis
- Mischocyttarus reflexicollis
- Mischocyttarus silvicola
- Mischocyttarus surinamensis subsp. surinamensis
- Mischocyttarus synoecus
- Mischocyttarus tectus
- Mischocyttarus tenuis
- Mischocyttarus weyrauchi
- Mischocyttarus xanthocerus
- Mischocyttarus imitator
- Mischocyttarus injucundus
- Mischocyttarus latissimus
- Mischocyttarus metathoracicus
- Mischocyttarus mysticus
- Mischocyttarus paris
- Mischocyttarus pseudomimeticus
- Mischocyttarus schunkei
- Mischocyttarus malaris
- Mischocyttarus melanopygus
- Mischocyttarus saturatus
- Mischocyttarus cinerasceus
- Mischocyttarus drewseni subsp. andinus
- Mischocyttarus drewseni subsp. drewseni
- Mischocyttarus gynandromorphus
- Mischocyttarus labiatus
- Mischocyttarus mattogrossoensis
- Mischocyttarus rotundicollis
- Mischocyttarus smithii
- Mischocyttarus tomentosus
- Mischocyttarus foveatus
- Mischocyttarus insolitus
- Mischocyttarus lecointei
- Mischocyttarus vaqueroi
- Mischocyttarus barbatulus
- Mischocyttarus commixtus
- Mischocyttarus flavicornis subsp. nigricornis
- Mischocyttarus flavoniger
- Mischocyttarus hirtulus
- Mischocyttarus imeldai
- Mischocyttarus inca
- Mischocyttarus oreophilus
- Mischocyttarus peduncularius
- Mischocyttarus petiolatus
- Mischocyttarus piceus
- Mischocyttarus rufipes
- Mischocyttarus tarmensis
- Mischocyttarus transandinus
- Mischocyttarus moralesi
- Mischocyttarus rhadinomerus
- Mischocyttarus subornatus
- Polistes adelphus
- Polistes aterrimus
- Polistes bicolor
- Polistes billardieri subsp. biglumoides
- Polistes canadensis subsp. canadensis
- Polistes carnifex subsp. boliviensis
- Polistes carnifexsubsp. carnifex
- Polistes claripennis
- Polistes deceptor
- Polistes erythrocephalus
- Polistes goeldii
- Polistes huacapistana
- Polistes infuscatus subsp. anduzei
- Polistes infuscatus subsp. infuscatus
- Polistes lanio subsp. lanio
- Polistes major subsp. weyrauchi
- Polistes maranonensis
- Polistes ninabamba
- Polistes occipitalis
- Polistes pacificus
- Polistes peruvianus
- Polistes rufiventris
- Polistes testaceicolor
- Polistes versicolor subsp. flavoguttatus
- Polistes versicolor subsp. versicolor
- Polistes weyrauchorum
- Polistes xanthogaster subsp. willei

### Mrówkowate(Formicidae)
W Peru stwierdzono:

- Tatuidris tatusia
- Prionopelta antillana
- Azteca alfari
- Azteca aurita
- Azteca australis
- Azteca bequaerti
- Azteca depilis
- Azteca emeryi
- Azteca flavigaster
- Azteca instabilis
- Azteca jelskii
- Azteca muelleri
- Azteca ovaticeps
- Azteca petalocephala
- Azteca tachigaliae
- Azteca trailli filicis
- Azteca trailii tococae
- Dolichoderus abruptus
- Dolichoderus andinus
- Dolichoderus attelaboides
- Dolichoderus bidens
- Dolichoderus bispinosus
- Dolichoderus cogitans
- Dolichoderus debilis
- Dolichoderus decollatus
- Dolichoderus diversus
- Dolichoderus ferrugineus
- Dolichoderus ghilianii
- Dolichoderus imitator
- Dolichoderus lamellosus
- Dolichoderus lobicornis
- Dolichoderus lugens
- Dolichoderus lutosus
- Dolichoderus mesonotalis
- Dolichoderus mucronifer
- Dolichoderus quadridenticulatus
- Dolichoderus rosenbergi
- Dolichoderus rugosus
- Dolichoderus schulzi
- Dolichoderus septemspinosus
- Dolichoderus spinicollis
- Dolichoderus spurius
- Dolichoderus tristis
- Dorymyrmex bicolor
- Dorymyrmex biconis
- Dorymyrmex chilensis
- Dorymyrmex pyramicus
- Dorymyrmex pyramicus peruvianus
- Linepithema angulatum
- Linepithema fuscum
- Linepithema gallardoi
- Linepithema humile
- Linepithema iniquum
- Linepithema neotropicum
- Tapinoma melanocephalum
- Acanthostichus concavinodis
- Acanthostichus kirbyi
- Acanthostichus quadratus
- Cerapachys neotropicus
- Cheliomyrmex andicola
- Cylindromyrmex boliviae
- Cylindromyrmex brevitarsus
- Cylindromyrmex striatus
- Cylindromyrmex whymperi
- Eciton burchellii
- Eciton burchellii cupiens
- Eciton drepanophorum
- Eciton hamatum
- Eciton lucanoides
- Eciton mexicanum
- Eciton quadriglume
- Eciton rapax
- Eciton setigaster
- Labidus coecus
- Labidus praedator
- Neivamyrmex bohlsi
- Neivamyrmex clavifemur
- Neivamyrmex cristatus
- Neivamyrmex curvinotus
- Neivamyrmex emeryi
- Neivamyrmex falcifer
- Neivamyrmex imbellis
- Neivamyrmex inca
- Neivamyrmex nordenskioldii
- Neivamyrmex pacificus
- Neivamyrmex pertii
- Neivamyrmex pilosus
- Neivamyrmex radoszkowskii
- Neivamyrmex walkerii
- Nomamyrmex hartigii
- Ectatomma brunneum
- Ectatomma edentatum
- Ectatomma lugens
- Ectatomma tuberculatum
- Gnamptogenys acuta
- Gnamptogenys annulata
- Gnamptogenys boliviensis
- Gnamptogenys concinna
- Gnamptogenys continua
- Gnamptogenys falcifera
- Gnamptogenys haenschei
- Gnamptogenys hartmani
- Gnamptogenys horni
- Gnamptogenys mina
- Gnamptogenys pleurodon
- Gnamptogenys porcata
- Gnamptogenys rastrata
- Gnamptogenys regularis
- Gnamptogenys striatula
- Gnamptogenys tortuolosa
- Typhlomyrmex pusillus
- Typhlomyrmex rogenhoferi
- Acropyga donisthorpei
- Acropyga fuhrmanni
- Acropyga hirsutula
- Acropyga smithii
- Brachymyrmex myops
- Camponotus apicalis
- Camponotus atriceps
- Camponotus banghaasi
- Camponotus branneri
- Camponotus bruchi
- Camponotus bruchi titicacensis
- Camponotus cacicus
- Camponotus callistus bradleyi
- Camponotus cameroni
- Camponotus canescens
- Camponotus chartifex
- Camponotus chilensis
- Camponotus circularis rufitibia
- Camponotus coloratus
- Camponotus convexiclypeus
- Camponotus coptobregma
- Camponotus cuneidorsus
- Camponotus depressus
- Camponotus distinguendus
- Camponotus fastigatus
- Camponotus femoratus
- Camponotus formiciformis
- Camponotus fuscocinctus
- Camponotus haematocephalus
- Camponotus heathi
- Camponotus helleri
- Camponotus hippocrepis
- Camponotus humeralis
- Camponotus inca
- Camponotus integellus
- Camponotus lancifer
- Camponotus latangulus
- Camponotus lespesii
- Camponotus leydigi
- Camponotus linnaei
- Camponotus longipilis
- Camponotus medeus
- Camponotus medeus fulvulus
- Camponotus minozzii
- Camponotus mirabilis
- Camponotus mocsaryi
- Camponotus mus mustelus
- Camponotus nidulans
- Camponotus novogranadensis
- Camponotus obtritus
- Camponotus orthocephalus
- Camponotus pachylepis
- Camponotus pittieri
- Camponotus pittieri fuscogaster
- Camponotus postangulatus
- Camponotus propinquellus
- Camponotus propinquus
- Camponotus punctulatus
- Camponotus punctulatus andigenus
- Camponotus rapax
- Camponotus rectangularis
- Camponotus rectangularis sordidatus
- Camponotus renggeri
- Camponotus rufipes
- Camponotus sanctaefidei
- Camponotus sanctaefidei coronatus
- Camponotus senex
- Camponotus sericeiventris
- Camponotus sericeiventris satrapus
- Camponotus sexguttatus
- Camponotus sexguttatus unitaeniatus
- Camponotus sphenocephalus
- Camponotus tonduzi
- Camponotus trapezoideus
- Camponotus ulei
- Camponotus urichi folicola
- Camponotus wytsmani
- Camponotus zoc
- Gigantiops destructor
- Myrmelachista brevicornis
- Myrmelachista ulei
- Myrmelachista zeledoni
- Nylanderia burgesi
- Nylanderia caeciliae elevata
- Nylanderia staudingeri
- Paratrechina longicornis
- Acanthoponera peruviana
- Acanthognathus brevicornis
- Acanthognathus ocellatus
- Acanthognathus teledectus
- Acromyrmex aspersus
- Acromyrmex balzani
- Acromyrmex coronatus
- Acromyrmex coronatus andicola
- Acromyrmex coronatus panamensis
- Acromyrmex hispidus
- Acromyrmex hystrix
- Acromyrmex landolti
- Acromyrmex octospinosus inti
- Acromyrmex rugosus
- Acromyrmex subterraneus
- Acromyrmex subterraneus peruvianus
- Adelomyrmex striatus
- Allomerus octoarticulatus
- Apterostigma andense
- Apterostigma bolivianum
- Apterostigma depressum
- Apterostigma ierense
- Apterostigma madidiense
- Apterostigma megacephala
- Apterostigma peruvianum
- Apterostigma spiculum
- Apterostigma tropicoxa
- Atta cephalotes
- Atta sexdens
- Atta vollenweideri
- Basiceros conjugans
- Basiceros disciger
- Basiceros militaris
- Basiceros scambognathus
- Basiceros singularis
- Carebara anophthalma
- Carebara arabara
- Carebara inca
- Carebara peruviana
- Carebara urichi
- Cephalotes adolphi
- Cephalotes atratus
- Cephalotes clypeatus
- Cephalotes complanatus
- Cephalotes cordatus
- Cephalotes cordiae
- Cephalotes dentidorsum
- Cephalotes depressus
- Cephalotes foliaceus
- Cephalotes inca
- Cephalotes maculatus
- Cephalotes manni
- Cephalotes minutus
- Cephalotes opacus
- Cephalotes pallidus
- Cephalotes pavonii
- Cephalotes peruviensis
- Cephalotes placidus
- Cephalotes pusillus
- Cephalotes ramiphilus
- Cephalotes serraticeps
- Cephalotes similimus
- Cephalotes spinosus
- Cephalotes trichophorus
- Cephalotes umbraculatus
- Crematogaster acuta
- Crematogaster arcuata
- Crematogaster brasiliensis
- Crematogaster carinata
- Crematogaster crinosa
- Crematogaster curvispinosa
- Crematogaster distans
- Crematogaster egregior
- Crematogaster erecta
- Crematogster laevis
- Crematogaster levior
- Crematogaster limata
- Crematogaster longispina
- Crematogaster montezumia
- Crematogaster nigropilosa
- Crematogaster nitidiceps
- Crematogaster peruviana
- Crematogaster quadriformis
- Crematogaster rochai
- Crematogaster sotobosque
- Crematogaster stollii
- Crematogaster tenuicula
- Crematogaster torosa
- Cyphomyrmex costatus
- Cyphomyrmex laevigatus
- Cyphomyrmex rimosus
- Daceton armigerum
- Daceton boltoni
- Eurhopalothrix bolaui
- Eurhopalothrix pilulifera
- Hylomyrma blandiens
- Hylomyrma immanis
- Hylomyrma transversa
- Kalathomyrmex emeryi
- Lachnomyrmex pilosus
- Megalomyrmex balzani
- Megalomyrmex drifti
- Megalomyrmex foreli
- Megalomyrmex glaesarius
- Megalomyrmex incisus
- Megalomyrmex mondaboroides
- Megalomyrmex silvestrii
- Megalomyrmex staudingeri
- Megalomyrmex symmetochus
- Megalomyrmex weyrauchi
- Mycocepurus smithii
- Mycocepurus tardus
- Myrmicocrypta bucki
- Myrmicocrypta collaris
- Myrmicocrypta microphthalma
- Myrmicocrypta triangulata peruviana
- Myrmicocrypta weyrauchi
- Nesomyrmex anduzei
- Nesomyrmex antoniensis
- Nesomyrmex asper
- Nesomyrmex echinatinodis
- Nesomyrmex rutilans
- Nesomyrmex tonsuratus
- Ochetomyrmex neopolitus
- Octostruma amrishi
- Octostruma balzani
- Octostruma batesi
- Octostruma betschi
- Octostruma iheringi
- Octostruma inca
- Octostruma megabalzani
- Oxyepoecus quadratus
- Pheidole aberrans
- Pheidole accinota
- Pheidole aciculata
- Pheidole ademonia
- Pheidole allarmata
- Pheidole amazonica
- Pheidole asperithorax
- Pheidole astur
- Pheidole biconstricta
- Pheidole calens
- Pheidole capillata
- Pheidole caracalla
- Pheidole carapuna
- Pheidole cardiella
- Pheidole cataractae
- Pheidole chilensis
- Pheidole colobopsis
- Pheidole cramptoni
- Pheidole crozieri
- Pheidole cuevasi
- Pheidole cuprina
- Pheidole cursor
- Pheidole davidsonae
- Pheidole demeter
- Pheidole diligens
- Pheidole dolon
- Pheidole embolopyx
- Pheidole exigua
- Pheidole fimbriata
- Pheidole fissiceps
- Pheidole flavens
- Pheidole flavifrons
- Pheidole fracticeps
- Pheidole gagates
- Pheidole galba
- Pheidole gemmula
- Pheidole gertrudae
- Pheidole gilva
- Pheidole horribilis
- Pheidole huacana
- Pheidole inca
- Pheidole innupta
- Pheidole kugleri
- Pheidole laidlowi
- Pheidole lancifera
- Pheidole lanigera
- Pheidole leonina
- Pheidole leptina
- Pheidole longiseta
- Pheidole lupus
- Pheidole machetula
- Pheidole mamore
- Pheidole manuana
- Pheidole megacephala
- Pheidole meinerti
- Pheidole meinertopsis
- Pheidole mendicula
- Pheidole micridris
- Pheidole microps
- Pheidole minax
- Pheidole minutula
- Pheidole nasifera
- Pheidole nigella
- Pheidole obrima
- Pheidole pedana
- Pheidole peruviana
- Pheidole pholeops
- Pheidole polita
- Pheidole radoszkowskii
- Pheidole rugiceps
- Pheidole sabella
- Pheidole scimitara
- Pheidole scolioceps
- Pheidole simplex
- Pheidole sospes
- Pheidole striaticeps
- Pheidole tambopatae
- Pheidole teneriffana
- Pheidole tennantae
- Pheidole tobini
- Pheidole tristicula
- Pheidole vorax
- Pheidole weiseri
- Pheidole xanthogaster
- Pheidole zeteki
- Pheidole zoster
- Pogonomyrmex naegelii
- Procryptocerus attenuatus
- Procryptocerus balzani
- Procryptocerus elegans
- Procryptocerus hylaeus
- Procryptocerus kempfi
- Procryptocerus mayri
- Procryptocerus nalini
- Procryptocerus pictipes
- Procryptocerus spiniperdus
- Procryptocerus subpilosus
- Rogeria alzatei
- Rogeria besucheti
- Rogeria blanda
- Rogeria lirata
- Rogeria scobinata
- Solenopsis basalis
- Solenopsis bicolor
- Solenopsis bruesi
- Solenopsis corticalis
- Solenopsis gayi
- Solenopsis geminata
- Solenopsis invicta
- Solenopsis picea
- Solenopsis saevissima
- Solenopsis stricta
- Solenopsis virulens
- Solenopsis weyrauchi
- Stegomyrmex connectens
- Strumigenys anthocera
- Strumigenys cosmostela
- Strumigenys decipula
- Strumigenys denticulata
- Strumigenys depressiceps
- Strumigenys eggersi
- Strumigenys fridericimuelleri
- Strumigenys gundlachi
- Strumigenys interfectiva
- Strumigenys metopia
- Strumigenys perparva
- Strumigenys pholidota
- Strumigenys prospiciens
- Strumigenys schmalzi
- Strumigenys schulzi
- Strumigenys subedentata
- Strumigenys tococae
- Strumigenys trudifera
- Strumigenys villiersi
- Strumygenis zeteki
- Tetramorium caldarium
- Tetramorium guineense
- Tetramorium simillimum
- Tranopelta gilva
- Wasmannia auropunctata
- Wasmannia scrobifera
- Paraponera clavata
- Anochetus inca
- Anochetus mayri
- Cryptopone holmgreni
- Dinoponera gigantea
- Dinoponera longipes
- Dinoponera quadriceps
- Hypoponera opaciceps
- Hypoponera opacior
- Leptogenys cuneata
- Leptogenys famelica
- Leptogenys langi
- Leptogenys linearis
- Leptogenys peruana
- Leptogenys unistimulosa
- Mayaponera constricta
- Neoponera aenescens
- Neoponera antecurvata
- Neoponera apicalis
- Neoponera bugabensis
- Neoponera carinulata
- Neoponera cavinodis
- Neoponera chyzeri
- Neoponera commutata
- Neoponera coveri
- Neoponera crenata
- Neoponera curvinodis
- Neoponera emiliae
- Neoponera fauveli
- Neoponera foetida
- Neoponera globularia
- Neoponera goeldii
- Neoponera inversa
- Neoponera luteola
- Neoponera moesta
- Neoponera oberthueri
- Neoponera obscuricornis
- Neoponera procidua
- Neoponera rugosula
- Neoponera striatinodis
- Neoponera theresiae
- Neoponera unidentata
- Neoponera verenae
- Neoponera villosa
- Neoponera zuparkoi
- Odontomachus bauri
- Odontomachus biumbonatus
- Odontomachus bradleyi
- Odontomachus caelatus
- Odontomachus chelifer
- Odontomachus haematodus
- Odontomachus hastatus
- Odontomachus peruanus
- Odontomachus ruginodis
- Pachycondyla crassinoda
- Pachycondyla harpax
- Pachycondyla impressa
- Pachycondyla inca
- Pachycondyla purpurascens
- Pachycondyla striata
- Platythyrea angusta
- Platythyrea sinuata
- Pseudoponera gilberti
- Pseudoponera stigma
- Pseudoponera succedanea
- Rasopone arhuaca
- Rasopone becculata
- Rasopone conicula
- Rasopone ferruginea
- Rasopone pergandei
- Simopelta laticeps
- Thaumatomyrmex atrox
- Probolomyrmex boliviensis
- Pseudomyrmex alustratus
- Pseudomyrmex browni
- Pseudomyrmex cladoicus
- Pseudomyrmex colei
- Pseudomyrmex colei vistanus
- Pseudomyrmex crudelis
- Pseudomyrmex cubaensis
- Pseudomyrmex dendroicus
- Pseudomyrmex eculeus
- Pseudomyrmex eduardi
- Pseudomyrmex elongatulus
- Pseudomyrmex elongatus
- Pseudomyrmex ethicus
- Pseudomyrmex faber
- Pseudomyrmex ferox
- Pseudomyrmex godmani
- Pseudomyrmex gracilis
- Pseudomyrmex holmgreni
- Pseudomyrmex hospitalis
- Pseudomyrmex kuenckeli
- Pseudomyrmex laevifrons
- Pseudomyrmex lisus
- Pseudomyrmex maculatus
- Pseudomyrmex oculatus
- Pseudomyrmex pallens
- Pseudomyrmex perboscii
- Pseudomyrmex peruvianus
- Pseudomyrmex pictus
- Pseudomyrmex pisinnus
- Pseudomyrmex pupa
- Pseudomyrmex santschii
- Pseudomyrmex sericeus cordiae
- Pseudomyrmex sericeus longior
- Pseudomyrmex simplex
- Pseudomyrmex spiculus
- Pseudomyrmex tachigaliae
- Pseudomyrmex tenuis
- Pseudomyrmex tenuissimus
- Pseudomyrmex termitarius
- Pseudomyrmex triplaridis
- Pseudomyrmex triplarinus
- Pseudomyrmex unicolor
- Pseudomyrmex urbanus
- Pseudomyrmex venustus
- Pseudomyrmex vinneni
- Pseudomyrmex voytowskii
- Pseudomyrmex wheeleri